# Raphaël Ginsbourger
Raphaël Ginsbourger, né en 1983, est un nageur français, pratiquant le hockey subaquatique, licencié au Rennes Sports Sous-Marins (RSSM), et à la Fédération française d'études et de sports sous-marins (FFESSM). 
Il est titulaire en équipe de France depuis 2002, et vice-capitaine de celle-ci depuis 2011.

## Palmarès

### En équipe nationale
- Champion du monde CMAS de hockey subaquatique, en 2008 (Durban, Afrique du Sud),
- Vainqueur aux Jeux mondiaux, en 2007 (délégation Nage avec palmes admise de 2005 à 2009);
- Quadruple champion d'Europe CMAS de hockey subaquatique, en 2003 (Saint-Marin), 2007 (Bari, Italie) (Jeux de la CMAS), 2009 (Kranj, Slovénie) (Jeux de la CMAS), et 2010 (Porto, Portugal) (Jeux de la CMAS);
- Vice-champion d'Europe CMAS, en 2005 (Marseille);
- Deux fois 3e du championnat du monde CMAS, en 2004 (Christchurch), et 2006 (Sheffield);
- Deux fois 3e du championnat d'Europe CMAS (Jeux de la CMAS), en 2008 (Istanbul), et 2011 (Coimbra);